# Antoine Louis Rouillé
Antoine Louis Rouillé (ur. 1689, zm. 1761) – francuski polityk. Pełnił funkcję sekretarza spraw zagranicznych od 24 lipca 1754 do 28 czerwca 1757. Wolter uważał go za najbardziej nieudolnego ministra SZ swych czasów.

## Życiorys
Syn dyplomaty Pierre Rouillé'a, Antoine został doradcą paryskiego parlamentu (1711), maître des requêtes (1717), intendentem handlu (intendant du commerce - 1725), radcą stanu (conseiller d'État) i komisarzem Kompanii Indyjskiej (commissaire à la Compagnie des Indes - 1744). W roku 1749 został ministrem marynarki zastępując Jeana-Frédérica Phélypeaux, hrabiego de Maurepas. Pracował nad jej reorganizacją. Porzucił urząd 24 lipca 1754 roku, by zostać ministrem spraw zagranicznych. Podpisał pierwszy traktat wersalski z 1756, wraz z Bernisem, któremu potem odstąpił urząd (28 VII 1757).